# マリア・レティツィア・ボナパルト

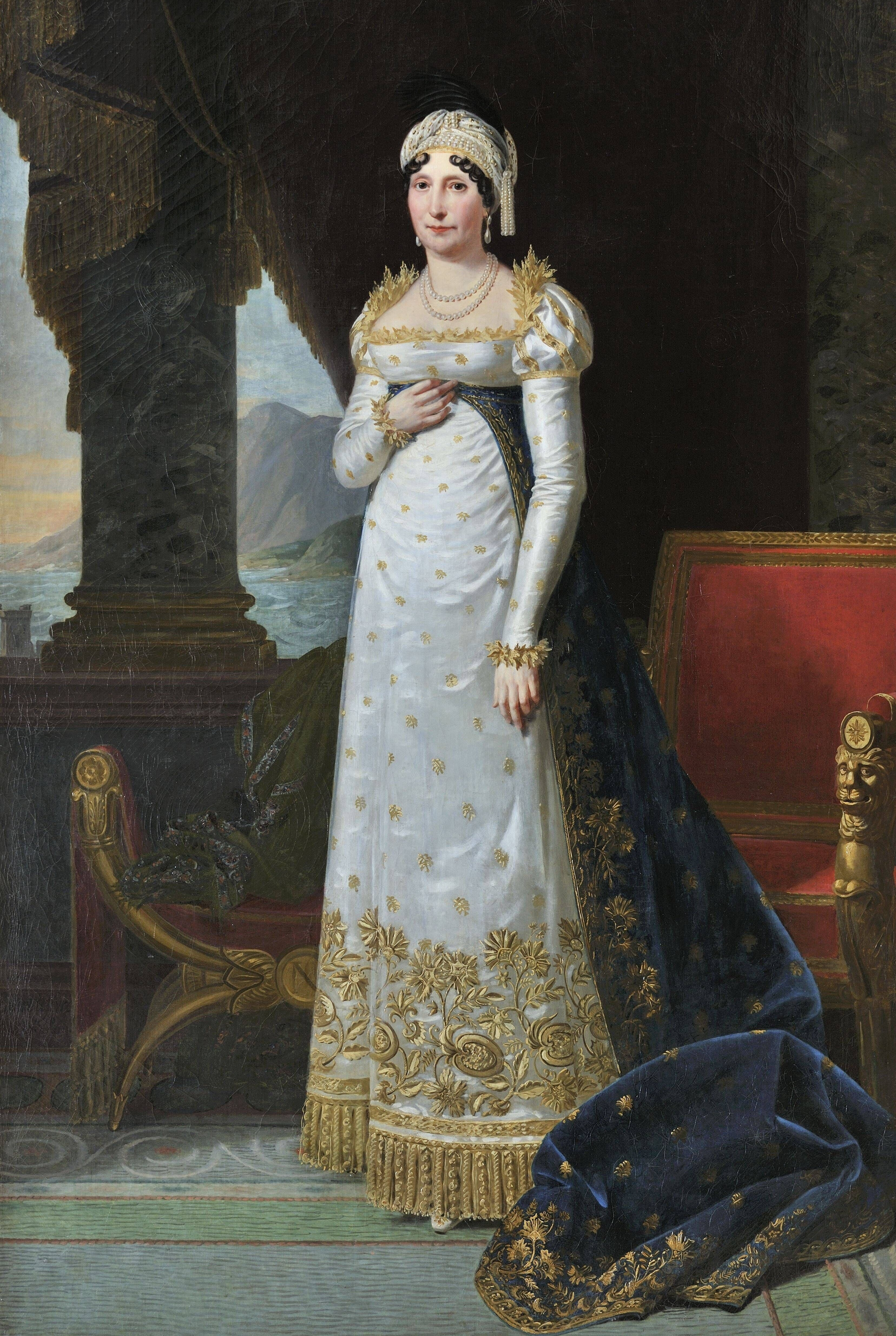
マリア・レティツィア・ボナパルト

マリア・レティツィア・ボナパルト（Maria Letizia Bonaparte, 1750年8月24日 - 1836年2月2日）は、ナポレオン・ボナパルトの母。フランス皇太后。結婚前の姓はラモリノ（Ramolino）。

## 生涯
ジェノヴァ共和国の大尉ジョヴァンニ・ジェロニモ・ラモリノの娘としてコルシカ島のアジャクシオに生まれ、14歳でカルロ・マリア・ブオナパルテ（シャルル・マリ・ボナパルト）と結婚、5男3女を得た（ナポレオンは三男だが、長子は夭折したため成人した子としては次男）。コルシカ独立戦争が始まると女性でありながら兵士として参加し、その後に夫が38歳で死去したあとも再婚せず、1人の母親として苦労しながら暮らした。独立戦争後にボナパルト家は親フランス派に転向したため1792年にはコルシカを追われ、家族全員でマルセイユに移住した後は貧しいながらも子供達を育てあげた。事実上の長男であるジョセフが、親しくなった富豪のクラリー家の長女マリー・ジュリーと結婚するころには暮らし向きもよくなり始めた。次のナポレオンも次女のデジレと親密になり、マリア・レティツィアも応援していたが、彼自身は最終的には意に反して1796年にジョゼフィーヌ・ド・ボアルネと結婚した。彼女のことは気に入らなかった。

戴冠式。中央の席に座るのがマリア・レティツィア。出席しなかったにもかかわらずナポレオンの命令によって描かれている。

ナポレオンが皇帝を目指すと反対し、1804年12月2日の戴冠式には出席しなかった。皇太后の称号を得ても他の家族のように贅沢をせず、質素に生活して金銭を倹約した。フランス第一帝政が崩壊してナポレオンがエルバ島に追放されるとローマに亡命した。後からエルバ島にかけつけ、それまで貯めた資金で困窮した元部下や家族を援助した。百日天下ではフランスに戻ったが、失敗すると再びローマに亡命した。
その後は実弟のジョゼフ・フェッシュと同じ屋敷で暮らし、晩年は失明したものの、頭脳は明晰だった。1836年に家族に見守られながら、老衰のため86歳で死去した。

## 人物

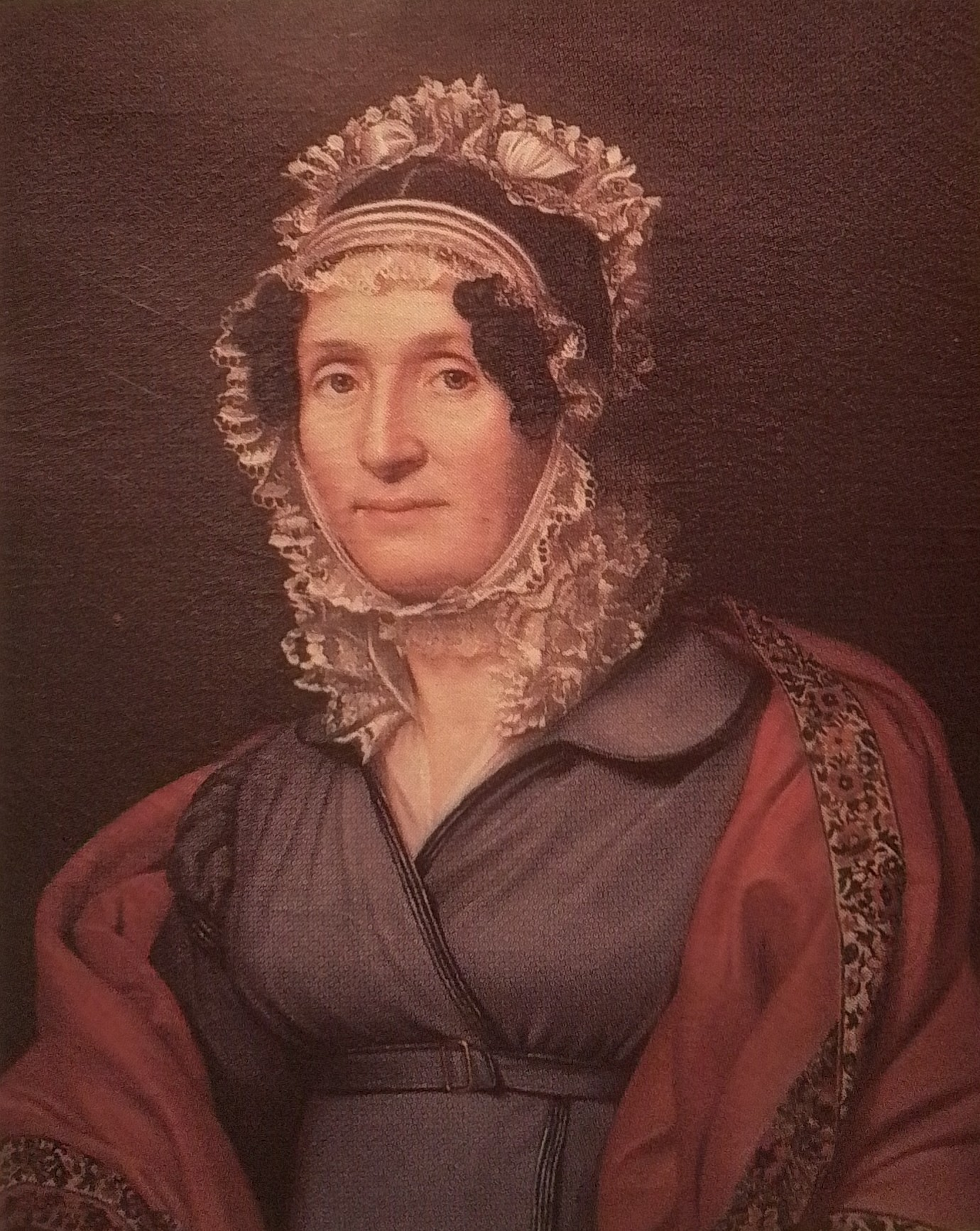
マリア・レティツィア・ボナパルト, 1811

フランス皇帝にまで登りつめるほどの立身出世を果たしたナポレオンの母でありながら、コルシカ人としてのアイデンティティーが強かった彼女は、フランスに移り住んでからも終生コルシカ語を使い続けた。
名誉・誇り・約束を非常に重んじ、強気な女性であった。いくつかの有名なエピソードを残している。
- ナポレオンが皇帝になった際にも、レティツィアは小言を言い続けた。たまりかねたナポレオンは「余はフランス皇帝なるぞ！」と言ったが、レティツィアは即座に「私はその皇帝の母なるぞ！」と負けじと言い返した。
- ナポレオンが幼い頃、「どんなことがあっても、名誉と約束だけは重んじるのだよ」と毎日のように言って聞かせた。ナポレオンが嘘をついたり、約束を破ったり、人目を盗むような姑息なマネをした時には、容赦なく体罰を含めた厳しい指導をした。

## 子供
- ジョゼフ・ボナパルト（コルシカ名；ジュゼッペ）- ナポリ王。のちにスペイン王
- ナポレオン・ボナパルト（コルシカ名；ナポリオーネ）- フランス革命戦争期の軍人、のちにフランス皇帝
- リュシアン・ボナパルト（コルシカ名；ルチアーノ）- カニノ公
- エリザ・ボナパルト（コルシカ名；マリア・アンナ）- トスカーナ大公
- ルイ・ボナパルト（コルシカ名；ルイジ）- ホラント王
- ポーリーヌ・ボナパルト（コルシカ名；パオレッタ）- シャルル・ルクレール将軍夫人、のちにグアスタッラ公カミッロ・ボルゲーゼ夫人
- カロリーヌ・ボナパルト（コルシカ名；マリア・アヌンツィアタ）- ジョアシャン・ミュラ元帥（のちナポリ王）夫人
- ジェローム・ボナパルト（コルシカ；ジルラモ） - ヴェストファーレン王